# Новый Амстердам
Но́вый Амстерда́м (нидерл. Nieuw Amsterdam) — первоначальное голландское название Нью-Йорка в 1626—1664 годах.

## История возникновения
В 1602 году Генеральные штаты Республики Семи Объединённых Нижних Земель (в просторечии — Голландской Республики) основали Голландскую Вест-Индскую компанию, поставив перед ней задачу найти Северо-западный путь в Азию и присоединить к Нидерландам вновь открытые территории.
В 1609 году экспедиция этой компании под началом английского мореплавателя Генри Хадсона (Гудзона) открыла, исследовала и составила карту дельты реки (позднее получившей имя Гудзона) на месте будущего города. В 1614 году территория была присоединена к Голландской республике под именем Новые Нидерланды. Первое поселение провинции появилось на Губернаторском острове по соседству с островом Манхэттен в 1624 году, а позднее, в 1625 году, поселенцами был построен Форт Амстердам на южной оконечности Манхэттена.

## Развитие города
Поселение Новый Амстердам получило статус города в 1653 году после получения муниципальных прав. Основателем города считается второй директор Голландской Вест-Индской компании Виллем Верхюлст, который вместе со своими помощниками в 1625 году выбрал остров Манхэттен в качестве места закладки постоянного поселения. В тот же год военный инженер Крейн Фредериксзон ван Лоббрехт заложил здесь крепость с Фортом Амстердам в центральной её части. Чтобы защитить собственность поселенцев, согласно голландскому закону, губернатор Новых Нидерландов Петер Минёйт в 1626 году выкупил остров Манхэттен у индейского племени, ошибочно названного «манахатта» (на самом деле это было название местности, en:Manhattoe) за вещи, оценённые тогда в 60 гульденов (24 доллара в то время, сумма, эквивалентная сегодня 500—700 долларам США).
Хорошо укреплённый город на южной оконечности острова Манхэттен в дельте реки призван был обеспечить безопасность речного прохода судам Голландской Вест-Индской компании, торговавшим в верховьях реки пушниной с индейскими племенами. Кроме того, он должен был охранять эксклюзивный доступ компании к устьям рек Делавэр и Коннектикут.
Новый Амстердам вырос в самое крупное поселение в провинции Новых Нидерландов и оставался во власти Голландской республики до августа 1664 года, когда он временно перешёл в руки англичан в результате войны. Английский король Карл II в 1664 году решил присоединить Новые Нидерланды к своим владениям в Северной Америке, отдал их в дар своему брату Джеймсу, герцогу Йорка и Олбани, ставшему впоследствии королём Яковом II (1633—1701). Джеймс получил титул лорда-владетеля и снарядил хорошо вооружённую экспедицию из четырёх кораблей во главе с Ричардом Николсоном, предложив жителям провинции вместе с губернатором Питером Стёйвесантом передать свои земли английской короне.
В августе 1673 года голландский отряд численностью 600 человек под командованием капитана Энтони Колве захватил Нью-Йорк и окружающую его территорию. Он назвал эту область Новый Оранж в честь Вильгельма Оранского и стал её губернатором. Голландское правление, однако, длилось недолго. В 1674 году был подписан Вестминстерский договор, по которому Нью-Йорк был возвращён Англии.